# Kenzie Reeves
Pour les articles homonymes, voir Reeves.
Kenzie Reeves, née le 7 juillet 1997 au New Hampshire est une actrice pornographique américaine.

## Biographie
Kenzie Reeves est née le 7 juillet 1997 dans le New Hampshire, au sein d'une famille très conservatrice du mouvement mormon. Elle a commencé en travaillant dans un restaurant de la chaîne de restauration rapide Taco Bell jusqu'à ses 18 ans, moment où elle a commencé à danser aussi bien comme stripteaseuse et à voyager pour divers clubs à travers les États-Unis. Après avoir été découverte par un agent, elle commence sa carrière dans la pornographie en 2017, à l'âge de 20 ans.
Comme actrice, elle a travaillé pour des productions comme Deeper, Vixen, Bang Bros, Girlfriends Films, Burning Angel, Reality Kings, Evil Angel, Digitale Playground, Blacked, Digitale Sans, Brazzers ou Naughty America.
En 2018, elle a enregistré sa première scène de sexe anal pour le studio Tushy dans le film First Anal 6, dirigé par Greg Lansky. C'était également la première scène pour les actrices Haven Rae, Jade Nile et Whitney Wright.
Cette même année, elle reçoit ses premières nominations dans le circuit de l'industrie pornographique, avec une nomination pour les AVN Award de la Meilleure scène de trio M-H-M, avec August Ames, pour College Rivals Bond Over Cock et de la Meilleure scène de sexe en réalité virtuelle pour Sorority Hookup 2. Pour Sorority Hookup reçoit aussi une nomination aux XBIZ Award dans la catégorie Meilleure scène de sexe en réalité virtuelle.
En 2019, elle a reçu de nombreuses nominations pour les Prix AVN et XBIZ en tant que Meilleure nouvelle actrice,. Lors des XBIZ Award de 2019, elle remporte le prix de la Meilleure scène de sexe pour A Trailer Park Taboo avec Small Hands.
Elle est apparue dans plus de 400 films comme actrice.